# Manchete Editora
A Manchete Editora é uma editora brasileira de publicações fundada em dezembro de 2002.
O proprietário é Marcos Dvoskin, ex-diretor geral da Editora Globo, que comprou os direitos autorais da Bloch Editores, propriedade de Pedro Jack Kapeller, falida em agosto de 2000. Por motivos ignorados, a editora não mostrou interesse em trazer de volta a importância de títulos como Manchete, Amiga TV Tudo, Fatos e Fotos, Desfile e Geográfica Universal.
A editora publica mensalmente a revista Pais&Filhos e anualmente os especiais Moda e Pais&Filhos Anuário.